# Svitlana Biedarieva

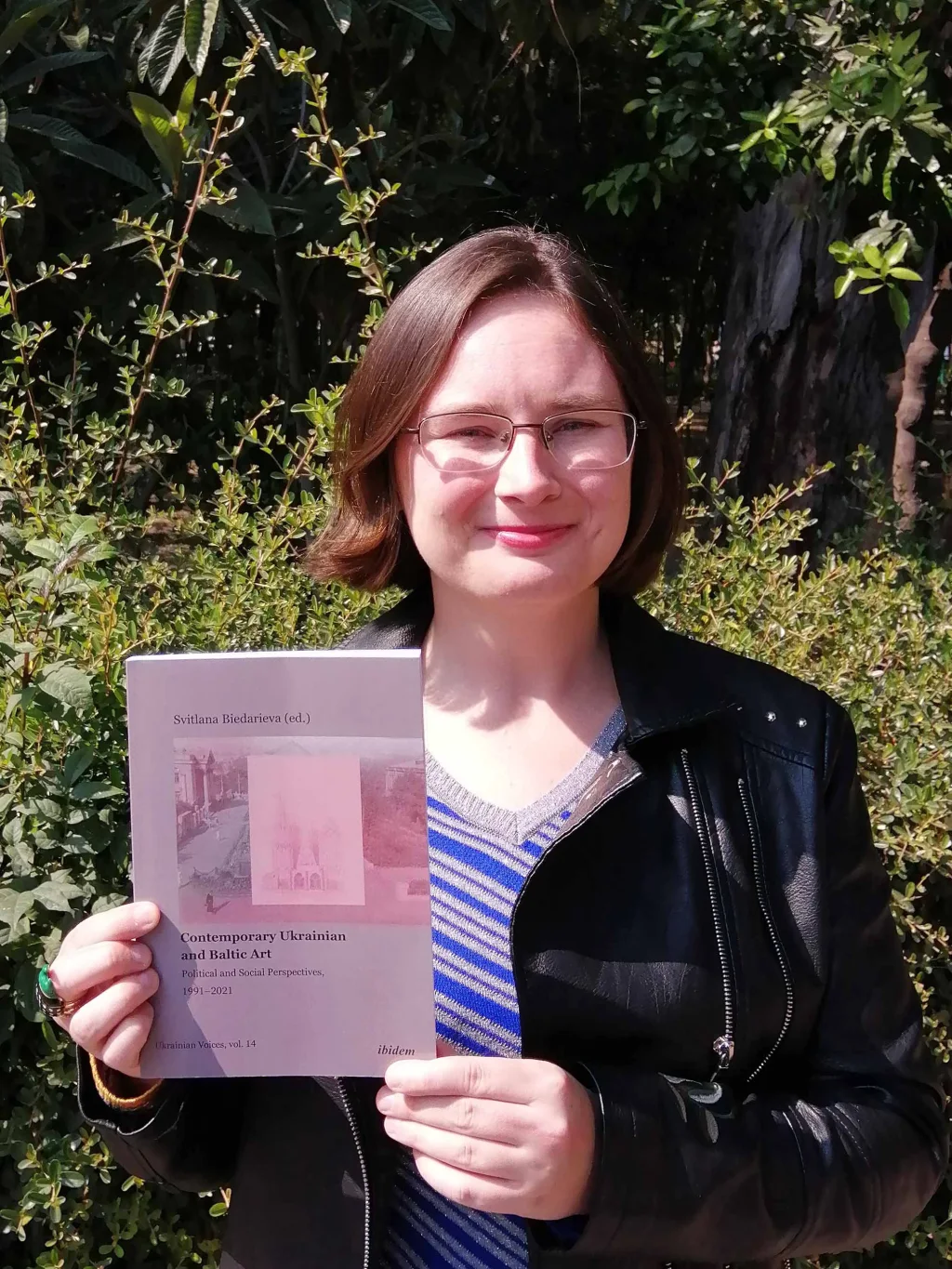
Svitlana Biedarieva

Svitlana Biedarieva es una historiadora de arte, artista y curadora ucraniana que se enfoca en los temas del arte ucraniano en tiempos de guerra después de 2014, la decolonialidad en la cultura ucraniana y la resistencia anticolonial ucraniana a través del arte. También trabaja desde una perspectiva comparativa sobre la historia del arte moderno y contemporáneo de Europa del Este y América Latina.

## Educación
Biedarieva recibió su doctorado en Historia del Arte del Instituto de Arte Courtauld de la Universidad de Londres.

## Carrera
Desde el inicio de la guerra de Rusia contra Ucrania en 2014, Biedarieva trabaja estrechamente con los temas de la descolonización y la resistencia a la violencia, así como con la documentación de la guerra por parte de artistas ucranianos. Como curadora, su objetivo es establecer una colaboración productiva entre Ucrania y América Latina. Su exposición La línea dl frente. El arte ucraniano, 2013-2019 incluyó una exposición en el Museo Nacional de las Culturas en la Ciudad de México, en colaboración con la Cineteca Nacional de México y el Museo de la Memoria y Tolerancia en 2019. Este se ha convertido en el primer proyecto cultural a gran escala centrado en la Ucrania contemporánea en América Latina. La exposición viajó luego a Canadá, donde recibió reseñas positivas. 
Svitlana Biedarieva es la autora del libro Ambicoloniality and War: The Ukrainian-Russian Case, publicado por Palgrave Macmillan en 2024. Es editora de los libros Art in Ukraine Between Identity Construction and Anti-Colonial Resistance, publicado por Routledge en 2024,Contemporary Ukrainian and Baltic Art: Political and Social Perspectives, 1991-2021, publicado por ibidem Press en 2021,y coeditora de La línea del frente. El arte ucraniano 2013-2019/At the Front Line: Ukrainian Art, 2013-2019, publicado por Editorial 17 en 2020. Biedarieva ha publicado sus textos en revistas académicas y medios de comunicación como October,Art Margins, Space and Culture, post. MoMA,Financial Times,Burlington Contemporary y The Art Newspaper, entre otros. Biedarieva es miembro del consejo editorial de la serie "Voces ucranianas" publicada por la editorial alemana ibidem Press.
Su arte se centra en la resistencia a la guerra de Rusia contra Ucrania. Las obras de Biedarieva se han expuesto en el Reino Unido, México, Estonia, Estados Unidos, Ucrania, Cuba, Finlandia y Alemania. Su proyecto de arte gráfico Morfología de la guerra (2017-2023) explora las cualidades deshumanizadoras de la guerra de Rusia contra Ucrania.